# Jeziorki (powiat ostrzeszowski)
Jeziorki – kolonia w Polsce położona w województwie wielkopolskim, w powiecie ostrzeszowskim, w gminie Kraszewice.